# Die Hard 2: Die Harder
Die Hard 2 er den anden film i Die Hard-serien. Den er fra 1990, instrueret af Renny Harlin, og blandt de medvirkende er Bruce Willis, Bonnie Bedelia, William Sadler, William Atherton, Dennis Franz, Fred Dalton Thompson og John Amos. 
John McClane (Bruce Willis) venter på, at sin kone skal lande i Washington Dulles International Airport, da nogle terrorister pludseligt tager flykontrollen fra lufthavnen. Han bliver nødt til at stoppe dem, før hans kones og en masse andre fly, som cirkler rundt i luften og venter på at lande, løber tør for benzin og styrter.
Filmen er baseret på en romanen 58 Minutes af Walter Wager. Romanen har den samme handling: En politibetjent bliver nødt til at stoppe en bande terrorister, der tager en lufthavn som gidsel, imens hans kones fly flyver i cirkler. Han har 58 minutter, før flyet styrter.

## Medvirkende
| Skuespiller          | Rolle                   |
| -------------------- | ----------------------- |
| Bruce Willis         | John McClane            |
| Bonnie Bedelia       | Holly Gennaro McClane   |
| William Sadler       | Colonel Stuart          |
| Dennis Franz         | Kaptain Carmine Lorenzo |
| Reginald VelJohnson  | Sgt. Al Powell          |
| William Atherton     | Richard Thornburg       |
| Franco Nero          | General Ramon Esperanza |
| John Amos            | Major Grant             |
| Art Evans            | Leslie Barnes           |
| Fred Dalton Thompson | Trudeau                 |
| Tom Bower            | Marvin                  |
| Sheila McCarthy      | Samantha 'Sam' Coleman  |
| Don Harvey           | Garber                  |
| Tony Ganios          | Baker                   |
| Peter Nelson         | Thompson                |
| Robert Patrick       | O'Reilly                |
| John Leguizamo       | Burke                   |
| Tom Verica           | Kahn                    |
| Vondie Curtis-Hall   | Miller                  |
| Mark Boone Junior    | Shockley                |
| Colm Meaney          | Windsor Airlines pilot  |
| Robert Costanzo      | Sergent Vito Lorenzo    |

## Produktion og reklame
Die Hard 2 var den første film der havde digitalt manipuleret matte painting. Det blev brugt i den sidste scene der fandt sted på en landingsbane.
Filmen var ikke filmet i Dulles, men derimod på mange andre steder. Blandt andet Los Angeles International Airport og Denvers (Colorado), nu lukkede, Stapleton International Airport. Denver var især et godt sted, da hyppigheden for snevejr var stor. (Men ironisk nok, ifølge specialudgaven af DVD'en, var Denver udsat for en meget mild vinter det år og der var mangel på sne. I mindst én scene bruger filmholdet falsk sne, inkluderet "sne" lavet af malede cornflakes.) Nogle landingsbanescener var også skudt ved Chippewa County International Airport i Kinross, Michigan.
Da Die Hard 2 blev vist i Pretoria, i Sydafrika, havde man hejst et let fly op på taget af a den lokale biograf for at promovere filmen. Dette reklame-stunt gav tilbageslag, da der var mange der kørte galt tæt på biografen ved synet af flyet.

## Box office og kritik
Die Hard 2 er den mest succesfulde i serien af Die Hard film indtil videre. 

## I samme serie
- Die Hard (1988)
- Die Hard: Mega Hard (1995)
- Die Hard 4.0 (2006)
- A Good Day to Die Hard (2013)